# Żyrondyści

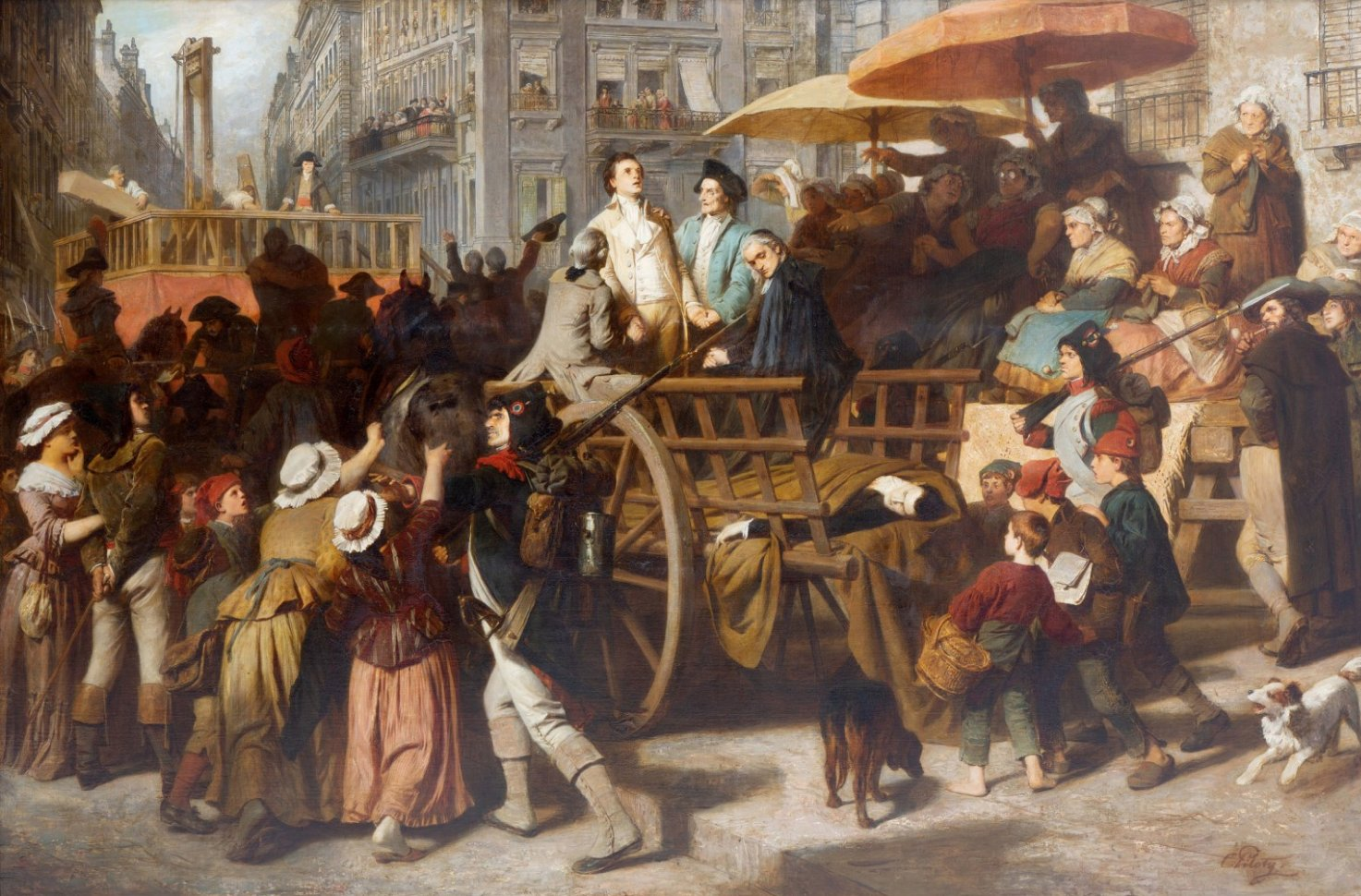
Żyrondyści wiezieni na stracenie – Ostatnie dni żyrondystów - 31 października 1793 roku (mal. C.Th. von Piloty, 1880)

Żyrondyści (fr. Girondins) – nieformalne stronnictwo polityczne z czasów rewolucji francuskiej, grupujące głównie przedstawicieli inteligencji i burżuazji, początkowo stanowiące prawe skrzydło jakobinów z programem monarchii konstytucyjnej i rządów parlamentarnych z zachowaniem swobód życia gospodarczego i religijnego.

## Historia

### Żyrondyści
Nazwa ugrupowania wywodzi się od departamentu Żyronda (fr. Gironde), a ten z kolei od Żyrondy, estuarium rzeki Garonny w południowej Francji), z którego pochodziła większość deputowanych. Członków tego stronnictwa zwano również brissotystami, od nazwiska ich głównego przywódcy Jakuba Brissot.
Przyszli żyrondyści początkowo tworzyli klub jakobinów. Stronnictwo utworzone zostało na fali protestu wobec pokojowej polityki jakobinów. Część członków dokonała secesji na przełomie października i listopada 1791 roku.

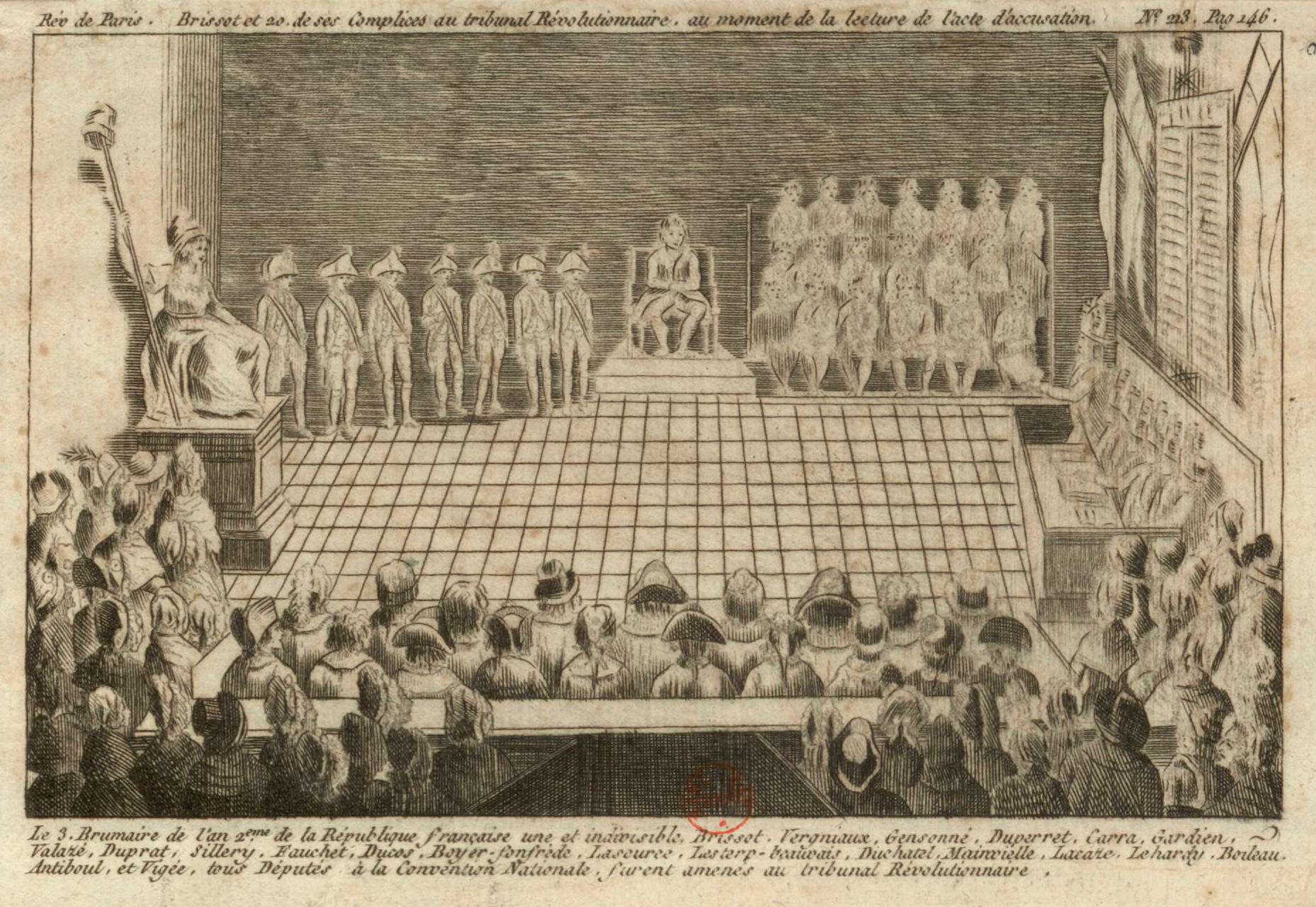
Proces Brissota i 20 żyrondystów przed Trybunałem Rewolucyjnym (anonimowa rycina z 1793)

Żyrondyści początkowo opowiadali się za monarchią konstytucyjną i ograniczeniem roli króla do funkcji reprezentacyjnych. W wyniku poparcia, jakim cieszyli się wśród ludności, otrzymali od Ludwika XVI misję tworzenia rządu. Byli gorącymi zwolennikami rozprzestrzeniania rewolucji w całej Europie i to pod ich wpływem Francja wypowiedziała wojnę Austrii 20 kwietnia 1792 roku, zapoczątkowując długi okres wojen z kolejnymi koalicjami. Szybko opowiedzieli się za republiką.
Żyronda utrzymywała w nowej republikańskiej rzeczywistości główny wpływ na władzę i to ją obarczano winą za klęski w wojnach i trudną sytuację gospodarczą. Szczególną nienawiścią żyrondystów darzyli sankiuloci i to oni, podjudzani przez kordelierów i jakobinów, dokonali 2 czerwca 1793 roku zamachu stanu, który doprowadził do unicestwienia stronnictwa. Czołowych przedstawicieli Żyrondy aresztowano, skazano na śmierć i zgilotynowano. Stronnictwo przestało istnieć, ale jego ocalali przedstawiciele wzięli udział w przewrocie termidoriańskim.

### Żyrondyzm
Żyrondyści dali początek idei politycznej zwanej żyrondyzmem. Ta umiarkowanie rewolucyjna idea (oparta na filozofii oświecenia i antyklerykalizmie) pojawiła się w czasie rządów Aleksandra Kiereńskiego w Rosji oraz w czasie rządów republikańskich w Hiszpanii w latach 1931–1936. W Polsce idea związana jest z tzw. lewicą laicką, prezentowaną przez Komitet Obrony Robotników, Unię Wolności i Partię Demokratyczną.

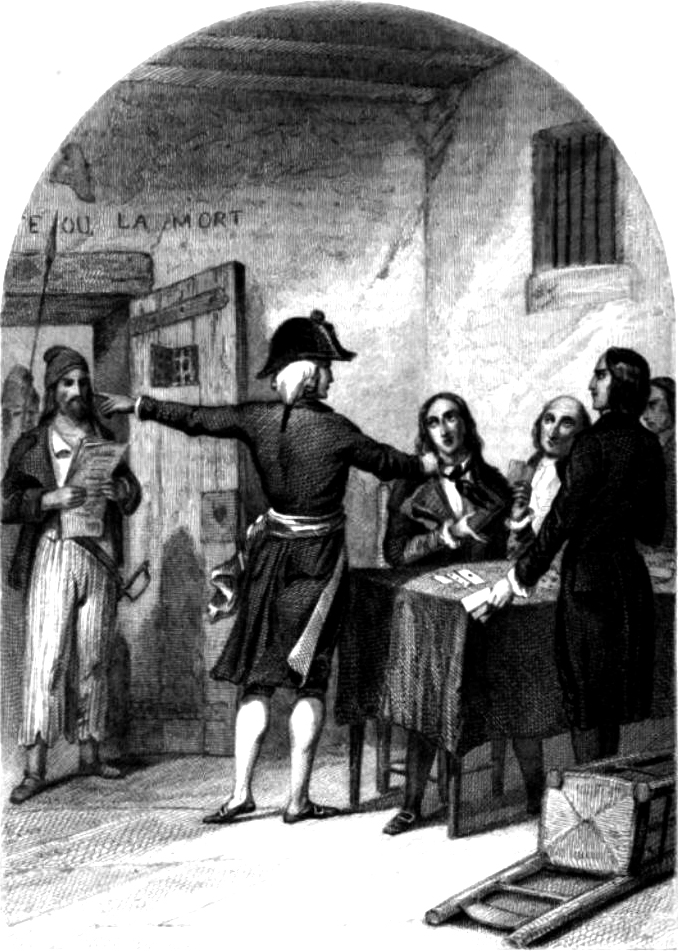
Aresztowani żyrondyści w więzieniu La Force (drzeworyt z 1845)

### Czołowi liderzy stronnictwa
- Jacques Brissot (przewodniczący)
- Pierre Vergniaud
- Jean Marie Roland
- Jérôme Pétion de Villeneuve
- Armand Gensonné
- Marguerite Guadet
- Charles Barbaroux
- François Buzot
- Charles François Dumouriez
- Joseph Servan
- Armand de Kersaint
- Jean Antoine Condorcet
- Maximin Isnard